# ラフ次元
ラフ次元（ラフじげん）は、吉本興業所属のお笑いコンビ。2006年結成。NSC大阪校28期生。THE SECOND～漫才トーナメント～ 2024ファイナリスト。

## メンバー
梅村 賢太郎（うめむら けんたろう、1981年11月14日（43歳） - ）
ツッコミ担当。
奈良県生駒市出身。奈良市立一条高校、同志社大学商学部卒業。身長168 cm、体重70 kg。血液型はO型。
既婚者で二児の父。

空 道太郎（そら みちたろう、1983年11月19日（41歳） - ）
ボケ・ネタ作り担当。
奈良県奈良市出身。近畿大学附属高校、近畿大学法学部卒業。身長170 cm、体重60 kg。血液型はAB型。
既婚者で二児の父。

## エピソード

### コンビ
- 共にNSC大阪校28期生として入学、在籍中にコンビを結成した。
- 2017年2月、MBS主催のハッカソン「Hack On Air」に芸能人プレイヤーとしてコンビで参加、空は最優秀賞を獲得した[注 1][2]。
- 2018年2月、NHK連続テレビ小説『わろてんか』に出演した[注 2][3]。
- 2018年8月、YouTubeチャンネル『ラフ次元チャンネル』を開設した。
- 2020年3月より、クラウドファンディング「SILKHAT」にてプロジェクトを立ち上げている。
- 2020年3月、吉本興業所属の芸人として初めて「SILKHAT」を利用した無観客生配信単独ライブを開催[4]。
  - 「SILKHAT」を利用し開催した、無観客生配信単独ライブの支援総額(目標達成率)は次の通りである。
    - 第1弾：483,500円(483%)[5]、第2弾：1,176,520円(1176%)[6]、第3弾：1,639,500円(1639%)[7]、第4弾：1,158,000円(1158%)[8]、第5弾：822,000円(822%)[9]、第6弾：739,500円(7395%)[10]、第7弾：644,300円(644%)[11]、第8弾：909,000円(909%)[12]

### 梅村
- 実父は貿易会社を経営していた元社長。奈良県生駒市にある実家[13][14]では、ゴールデンレトリバー22匹・柴犬2匹・雑種1匹を同時に飼っていた[15]。
- 上記の実家に幼稚園年長から25歳頃まで住んでいた[13]。
- 帰国子女[1]（カナダとアメリカに住んでいた経験がある）。
- 生駒市内の[13]塾の講師としてアルバイトをしている[1]。
- 2022年、生駒市内の地元での公民館で英語を教えるイベントを開催した[16]。
- お笑いと勉強を融合させたイベント『梅ちゃん先生のうめゼミ』を定期的に主催している。イベントでは梅村、河野良祐（令和喜多みな実）、みながわ（ネイビーズアフロ）、ゲスト出演の芸人が講師となり、生徒である相方・空および観客に授業を展開している[17]。
- 2015年5月31日の「サクラライブ inNGK」で公開プロポーズに成功した[18]。
- 結婚式の際、9 cmのシークレットシューズを履いていた。
- 未だに妻を旧姓の苗字で呼んでいる[19]。
- 2020年5月、個人会社『梅村コンツェルン』を起業した[20]。
- 2020年6月22日、オンラインサロン『うめむら村』を開設した。

### 空
- 芸名と間違えられやすいが、苗字も名前もれっきとした本名。
- 趣味は掃除である。
- 単独ライブ「ラフ次元の五次元」にて、本名が 『道太朗』ではなく『道太郎』であることを告白した。
- トークテーマが書かれたメニューから、ゲストが選択したエピソードのトークをするイベント『リストランテ・ソラ』を定期的に主催している。
- SHOWROOM配信のイベントで勝ち抜き、渋谷コンコースにある巨大看板に掲載された[21]。
- 2019年11月17日放送『やすとものどこいこ!?』（テレビ大阪）にて、2016年に結婚しており既に一児の父であることを告白、その後Twitterでも公式に発表した[22]。相方・梅村を含む芸人にはほとんど知らせていなかった（約3年間）が、プライベートでも親交の深い先輩の桑原雅人（トット）にだけ報告していたことを明かしている。
- 2020年4月、個人のYouTubeチャンネル『大興奮チャンネル』を開設した。
- 『人志松本のすべらない話』（フジテレビ、2022年1月29日放送）にてサイコロで「★」マークが出た際に登場するニューフェイス芸人として、空のみ出演を果たした[23]。

## 芸風
- 主にしゃべくり漫才で、コントも行う。帰国子女である梅村の経歴を活かしネタ内に英文や英単語を入れたり、梅村の高学歴やお金持ちをテーマにしたりする。
- ライブ配信（Instagramのライブ配信・YouTube Live・SHOWROOMなど）で募ったコメントや、ラジオの生放送中にリスナーから寄せられたメールを題材に漫才を創作することもある。

## 出囃子

### 現在の出囃子
- ゆず「シシカバブー」※2020年6月～2022年6月以外の期間で使用

### 過去の出囃子
- 星野源「ドラえもん」（2020年6月～2022年6月）

## 賞レースでの戦績

### M-1グランプリ
| 年度   | 結果         | 会場               | 日時       | 備考         |
| ------ | ------------ | ------------------ | ---------- | ------------ |
| 2005年 | 2回戦進出    | NGKスタジオ        | 2005/11/12 |              |
| 2006年 | 3回戦進出    | ABCホール          | 2006/11/18 |              |
| 2007年 | 3回戦進出    | ABCホール          | 2007/11/18 |              |
| 2008年 | 3回戦進出    | ヴィアーレホール   | 2008/11/29 |              |
| 2009年 | 3回戦進出    | 京橋花月           | 2009/11/30 |              |
| 2010年 | 準々決勝進出 | なんばグランド花月 | 2010/12/04 | 予選73位     |
| 2015年 | 準々決勝進出 | なんばグランド花月 | 2015/11/05 |              |
| 2016年 | 準々決勝進出 | なんばグランド花月 | 2016/11/07 |              |
| 2017年 | 3回戦進出    | よしもと漫才劇場   | 2017/10/24 |              |
| 2018年 | 準々決勝進出 | なんばグランド花月 | 2018/11/05 |              |
| 2019年 | 準々決勝進出 | なんばグランド花月 | 2019/11/18 |              |
| 2020年 | 準々決勝進出 | なんばグランド花月 | 2020/11/16 |              |
| 2021年 | 準々決勝進出 | なんばグランド花月 | 2021/11/10 | ラストイヤー |

### THE SECOND 〜漫才トーナメント〜
| 年     | 結果                           |
| ------ | ------------------------------ |
| 2023年 | ノックアウトステージ16→8進出   |
| 2024年 | グランプリファイナル一回戦敗退 |
| 2025年 | ノックアウトステージ32→16進出  |

### その他
- ytv漫才新人賞選考会
  - 2011年（第1回）ROUND1：8位
  - 2012年（第2回）ROUND3：8位
  - 2013年（第3回）ROUND2：10位
  - 2014年（第4回）ROUND2：6位
  - 2015年（第5回）ROUND2：10位
- R-1ぐらんぷり
  - 2015年 準決勝進出（梅村のみ）
  - 2016年 準決勝進出（梅村のみ）
  - 2017年 準々決勝進出（梅村のみ）
- 歌ネタ王決定戦
  - 2015年 準決勝進出
  - 2016年 準決勝進出
  - 2017年 準決勝進出
  - 2018年 準決勝進出
  - 2019年 準決勝進出
- 関西演芸しゃべくり話芸大賞
  - 2018年（第7回）準グランプリ
  - 2019年（第8回）準グランプリ
  - 2020年（第9回）グランプリ[32]
- 上方漫才協会大賞
  - 2020年（第5回）文芸部門賞
  - 2021年（第6回）文芸部門賞

## 出演

### テレビ

#### 現在の出演番組
- やすとも・友近のキメツケ!※あくまで個人の感想です（関西テレビ、2020年7月21日 - ） - VTRコーナー「キメツケリサーチ」のレギュラーリポーター[注 3][33]
- 痛快!明石家電視台（MBS、2017年3月12日 - ）- 不定期出演
- 千原ジュニアの座王（関西テレビ、2018年2月25日 - ）- 不定期出演
- やすとものどこいこ!?（テレビ大阪、2019年11月17日 - ）- 不定期出演
- 何を隠そう…ソレが!（テレビ東京、2024年3月13日 - ）- 不定期出演

#### 過去の出演番組
- NEXT-輝け!アスリートたち-（奈良テレビ、2013年6月8日 - 2016年3月26日）
- ドラマティックナイン（奈良テレビ、2010年 - 2015年・2017年）進行  - 梅村のみ[注 4]
- ゆうドキッ!（奈良テレビ、2019年10月3日 - 2025年3月26日）- 水曜日レギュラー※梅村∶MC、空∶コメンテーター[注 5]

### ラジオ
現在の出演
- ツギハギ（ABCラジオ、2024年10月2日 - ）- 水曜日パーソナリティ

### インターネット配信

#### レギュラー番組
- ラフ次元の放課後ナイト（SHOWROOM）[注 6]
- ラフ次元の放課後ナイトZ（SHOWROOM）[注 7]

## 開催したライブ

### 単独ライブ・トークライブ
| ライブ一覧 | ライブ一覧 | ライブ一覧                                                                    | ライブ一覧                | ライブ一覧                                          |
| 年月日     | 年月日     | ライブタイトル                                                                | 会場                      | 備考                                                |
| ---------- | ---------- | ----------------------------------------------------------------------------- | ------------------------- | --------------------------------------------------- |
| 2012       | 3月16日    | ラフ次元の初単独ライブ～初次元～                                              | 5upよしもと               | 初めての単独ライブ                                  |
| 2012       | 11月19日   | 二次元                                                                        | 5upよしもと               |                                                     |
| 2013       | 9月18日    | ラフ次元の30分                                                                | 5upよしもと               |                                                     |
| 2014       | 2月20日    | ラフ次元の卒業ライブ                                                          | 5upよしもと               |                                                     |
| 2014       | 6月16日    | ラフ次元のオフ次元                                                            | 道頓堀ZAZA HOUSE          |                                                     |
| 2014       | 8月21日    | ラフ次元のオフ次元                                                            | 道頓堀ZAZA HOUSE          |                                                     |
| 2014       | 11月19日   | ラフ次元の三次元                                                              | 5upよしもと               |                                                     |
| 2015       | 4月4日     | ラフ次元の四次元                                                              | 道頓堀ZAZA HOUSE          |                                                     |
| 2015       | 7月18日    | ラフ次元の五次元                                                              | 道頓堀ZAZA HOUSE          |                                                     |
| 2015       | 10月15日   | ラフ次元の六次元                                                              | 道頓堀ZAZA HOUSE          |                                                     |
| 2016       | 2月11日    | ラフ次元の新ネタライブ                                                        | 道頓堀ZAZA POCKET'S       |                                                     |
| 2016       | 4月9日     | ラフ次元の新ネタライブvol.2                                                   | 道頓堀ZAZA POCKET'S       |                                                     |
| 2016       | 6月26日    | ラフ次元の新ネタライブvol.3                                                   | 道頓堀ZAZA POCKET'S       |                                                     |
| 2016       | 8月21日    | ラフ次元の七次元                                                              | 道頓堀ZAZA HOUSE          |                                                     |
| 2016       | 11月24日   | ラフ次元の八次元                                                              | 道頓堀ZAZA HOUSE          |                                                     |
| 2017       | 2月12日    | ラフ次元の新ネタライブ                                                        | 道頓堀ZAZA POCKET'S       |                                                     |
| 2017       | 3月15日    | ラフ次元の新ネタライブ                                                        | 道頓堀ZAZA POCKET'S       |                                                     |
| 2017       | 4月30日    | ラフ次元の新ネタライブ                                                        | 道頓堀ZAZA POCKET'S       |                                                     |
| 2017       | 5月20日    | ラフ次元の九次元                                                              | よしもと漫才劇場          |                                                     |
| 2017       | 7月17日    | ラフ次元の新ネタライブ                                                        | 道頓堀ZAZA POCKET'S       |                                                     |
| 2017       | 9月22日    | ラフ次元の新ネタライブ                                                        | 道頓堀ZAZA POCKET'S       |                                                     |
| 2017       | 10月18日   | ラフ次元の新ネタライブ                                                        | 道頓堀ZAZA POCKET'S       |                                                     |
| 2017       | 11月14日   | ラフ次元の十次元                                                              | よしもと漫才劇場          |                                                     |
| 2018       | 2月20日    | ラフ次元コレクション ～ネタとリストランテ ソラと梅村 the プレゼンテーション～ | 道頓堀ZAZA HOUSE          |                                                     |
| 2018       | 3月31日    | TANDEM                                                                        | よしもと漫才劇場          | ゲスト：ヘンダーソン、ラニーノーズ                  |
| 2018       | 5月19日    | ラフ次元コレクション ～ネタとリストランテ ソラと梅村 the プレゼンテーション～ | 道頓堀ZAZA HOUSE          |                                                     |
| 2018       | 6月27日    | ラフ次元コレクション ～ネタとリストランテ ソラと梅村 the プレゼンテーション～ | 道頓堀ZAZA HOUSE          |                                                     |
| 2018       | 8月25日    | TANDEM                                                                        | よしもと漫才劇場          | ゲスト：銀シャリ                                    |
| 2018       | 11月4日    | TANDEM                                                                        | よしもと漫才劇場          | ゲスト：藤崎マーケット                              |
| 2019       | 3月31日    | ラフ次元のオフ次元 ～ネタとトークの1時間～                                    | 道頓堀ZAZA HOUSE          |                                                     |
| 2019       | 4月21日    | OneHundred                                                                    | よしもと漫才劇場          |                                                     |
| 2019       | 9月1日     | TANDEM                                                                        | ヨシモト∞ドーム ステージⅠ | 東京での初単独ライブ                                |
| 2019       | 9月1日     | ラフ次元のオフ次元                                                            | ヨシモト∞ドーム ステージⅠ | 東京での初トークライブ ゲスト：向井慧（パンサー）   |
| 2019       | 11月19日   | TANDEM                                                                        | よしもと漫才劇場          | ゲスト：藤崎マーケット、トット                      |
| 2020       | 3月28日    | TANDEM feat.                                                                  | YouTube内公式チャンネル   | ライブ配信された、無観客の単独ライブ                |
| 2020       | 5月6日     | TANDEM feat.Second Edition                                                    | YouTube内公式チャンネル   | YouTubeプレミア配信された、リモート形式の単独ライブ |
| 2020       | 6月8日     | TANDEM feat.The third                                                         | YouTube内公式チャンネル   | YouTubeプレミア配信された、リモート形式の単独ライブ |
| 2020       | 6月8日     | TALK TANDEM                                                                   | よしもと漫才劇場          |                                                     |
| 2020       | 7月5日     | TALK TANDEM～サイドカーに和牛 水田信二～                                      | よしもと漫才劇場          | ゲスト：水田信二（当時和牛）                        |
| 2020       | 7月11日    | TANDEM                                                                        | よしもと漫才劇場          | コーナーMC：高見（当時ヒガシ逢ウサカ）              |
| 2020       | 7月31日    | TANDEM feat.The Forth                                                         | YouTube内公式チャンネル   | YouTubeプレミア配信された、無観客の単独ライブ       |
| 2020       | 8月29日    | TANDEM                                                                        | よしもと漫才劇場          | コーナーMC：高見（当時ヒガシ逢ウサカ）              |
| 2020       | 9月4日     | TANDEM feat.The Fifth                                                         | YouTube内公式チャンネル   | YouTubeプレミア配信された、リモート形式の単独ライブ |
| 2020       | 10月7日    | TANDEM feat.The Sixth                                                         | YouTube内公式チャンネル   | YouTubeプレミア配信された、リモート形式の単独ライブ |

### 企画ライブ
| ライブ一覧 | ライブ一覧 | ライブ一覧 | ライブ一覧              | ライブ一覧                                           |
| 年月日     | 年月日     | ライプタイトル | 会場                    | 備考                                                 |
| ---------- | ---------- | --- | ----------------------- | ---------------------------------------------------- |
| 2015       | 8月13日    | 梅ちゃん先生のうめゼミ! ～いろんな先生とわくわく夏期講習SP～ | 道頓堀ZAZA HOUSE        | 梅村のみ ゲスト：銀シャリ                            |
| 2016       | 6月7日     | 梅ちゃん先生のうめゼミ! ～いろんな先生とわくわく春期講習～ | 道頓堀ZAZA POCKET'S     | 梅村のみ                                             |
| 2017       | 3月20日    | 梅ちゃん先生のうめゼミ! ～いろんな先生と転校生とわくわく春期講習～ | 道頓堀ZAZA POCKET'S     |                                                      |
| 2017       | 11月2日    | インスタライブLIVE | 道頓堀ZAZA HOUSE        | 梅村のみ                                             |
| 2017       | 11月27日   | リストランテ・ソラ |                         | 空のみ ゲスト：河井ゆずる（アインシュタイン）        |
| 2017       | 12月19日   | リストランテ・ソラ |                         | 空のみ                                               |
| 2018       | 2月1日     | インスタライブLIVE | 道頓堀ZAZA HOUSE        | 梅村のみ                                             |
| 2018       | 3月5日     | 梅ちゃん先生のうめゼミ! ～いろんな先生とわくわく春期講習ＳＰ～ | 道頓堀ZAZA HOUSE        | ゲスト：奥田修二（学天即）                           |
| 2018       | 6月7日     | 梅ちゃん先生の夜のうめゼミ ～色んな先生とドキドキ野外学習～ | ポストよしもと          | ゲスト：中川パラダイス（ウーマンラッシュアワー）     |
| 2018       | 7月10日    | 梅ちゃん先生のうめゼミ!! 3周年SP | よしもと漫才劇場        | ゲスト：ロザン                                       |
| 2018       | 10月18日   | 梅ちゃん先生のうめゼミ!! ～河野先生、皆川先生、生徒の空はもちろん、 漫才劇場ウキウキゲストの授業もあるよ、学問の秋SP～                                                                | よしもと漫才劇場        | ゲスト：盛山晋太郎（見取り図）                       |
| 2018       | 11月19日   | 夜のうめゼミ！ ～河野先生 皆川先生はもちろん、生徒の空も大人の 授業で大興奮ですSP～                                                                                                   | ポストよしもと          | ゲスト：山﨑ケイ（相席スタート）                     |
| 2019       | 5月7日     | 梅ちゃん先生のうめゼミ!! ～河野先生、皆川先生、生徒の空のおもしろ授業はもちろん、 シークレットゲスト講師の授業は今よそで見られないよ！ 負けないぞ！うめゼミ講師陣！新年号春期講習SP～ | よしもと漫才劇場        | ゲスト：西野亮廣（キングコング）                     |
| 2019       | 7月10日    | リストランテ・ソラ | ポストよしもと          | 空のみ ゲスト：大須賀健剛（セルライトスパ）          |
| 2019       | 8月11日    | リストランテ・ソラ | よしもと漫才劇場        | 空のみ ゲスト：河井ゆずる（アインシュタイン）        |
| 2019       | 9月17日    | 梅ちゃん先生のうめゼミ!! ～河野先生、皆川先生、ゲスト講師が贈る最高授業！ ちょっぴり遅めの夏期講習SP～                                                                                | よしもと漫才劇場        | ゲスト：木﨑太郎（祇園）                             |
| 2019       | 11月26日   | リストランテ・ソラ | よしもと漫才劇場        | ゲスト：秋山賢太（アキナ）                           |
| 2020       | 2月28日    | リストランテ・ソラ | よしもと漫才劇場        | ゲスト：兵動大樹（矢野・兵動）                       |
| 2020       | 6月11日    | 梅ちゃん先生のうめゼミ オンライン | YouTube内公式チャンネル | ゲスト：粗品（霜降り明星） YouTubeプレミア配信された |
| 2020       | 8月10日    | 梅ちゃん先生のうめゼミ!! オンラインでもオフラインでもワクワク夏期講習SP | よしもと漫才劇場        | ゲスト：田中ショータイム（フースーヤ）               |

## 雑誌
- 奈良での情報雑誌 ぱ〜ぷる ナラ次元